# 美国空军徽章

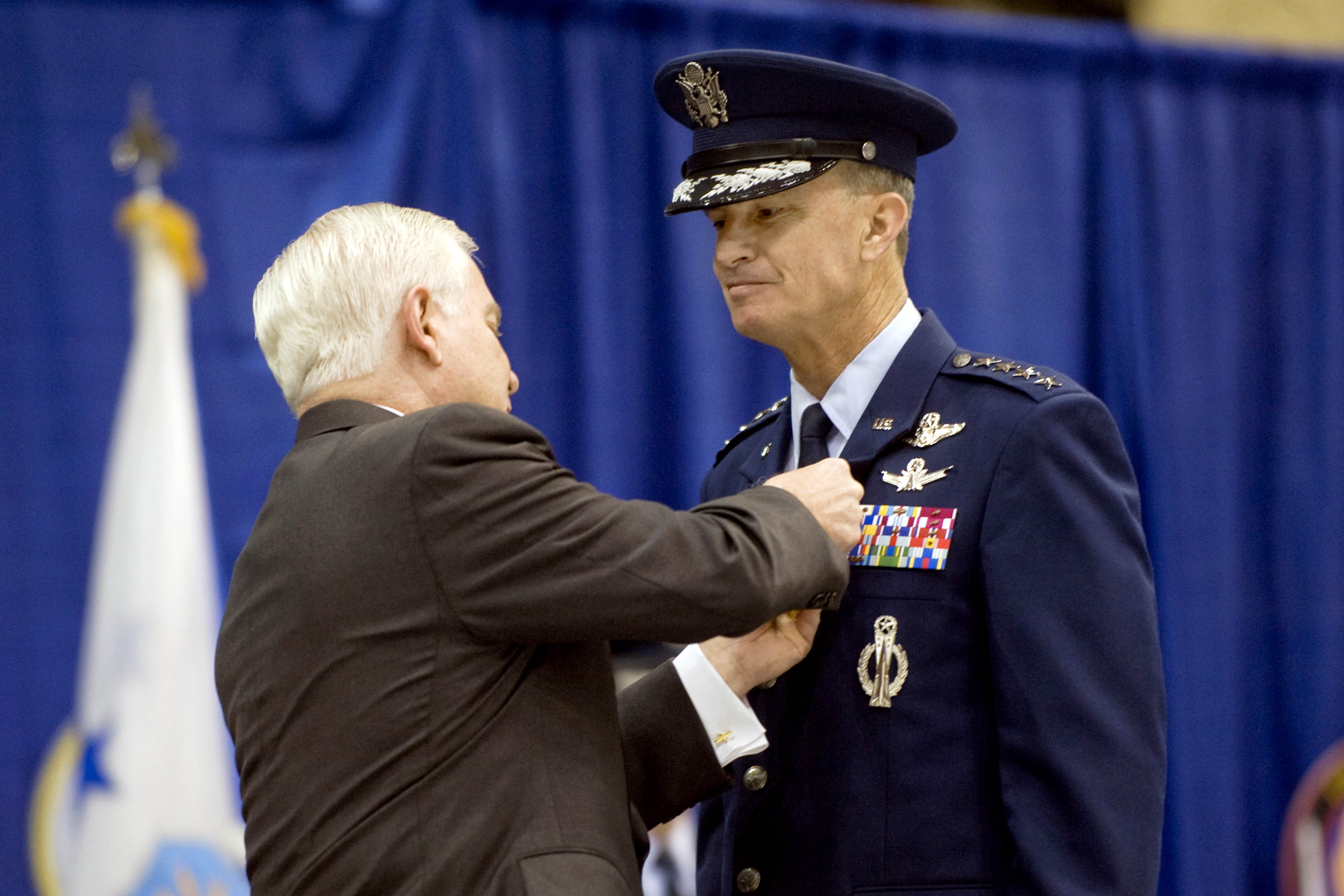
齐尔顿上将退役时军装上有3个徽章均为特级，其中特级飞行员徽章还附加了宇航员标志

美国空军徽章(Badges of the United States Air Force)，是需经空军授权在军装上佩戴的，用以标识空军官兵飞行等级、专业技能、职业领域及特殊任务等服役表现的徽章，同一型号徽章一般分成三个等级，初级、高级和特级，初级一般不用称为“初级”，直接称名称即可，高级和特级用不同的冠饰表示，高级一般是“星”，特级是“橄榄枝拱星”或“丝带拱星”。

## 等级冠饰

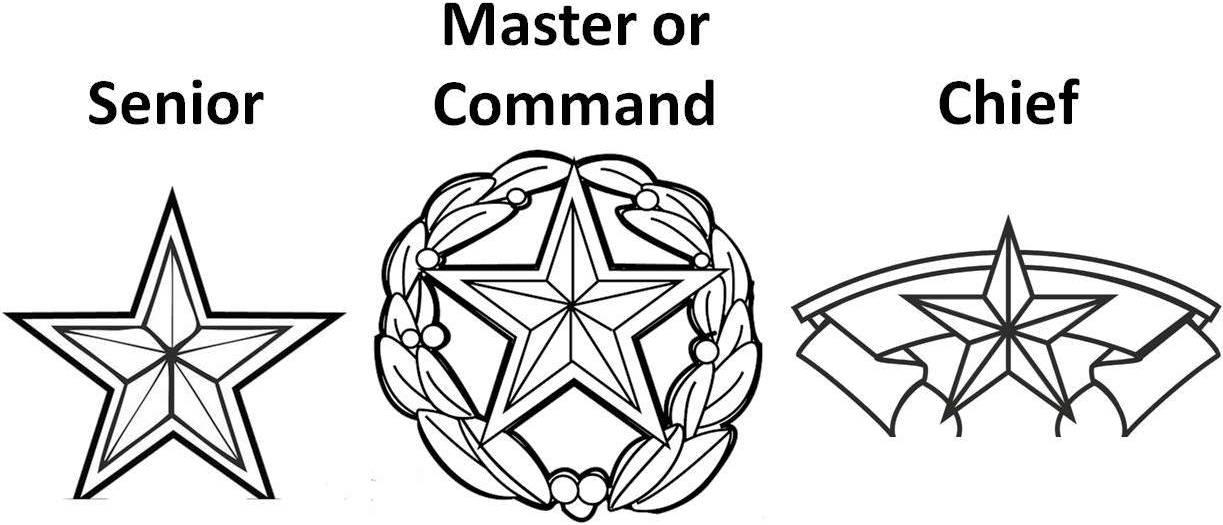
等级冠饰

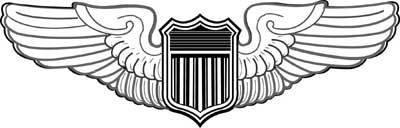
飞行员
高级飞行员
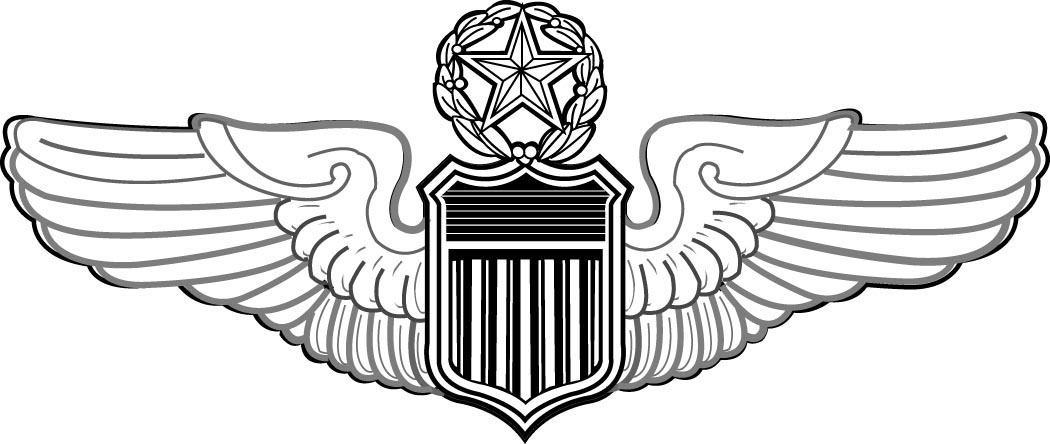
特级飞行员

## 飞行领域徽章

### 飞行徽章

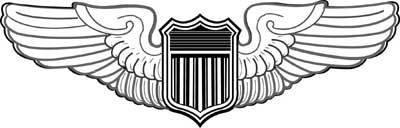
飞行员
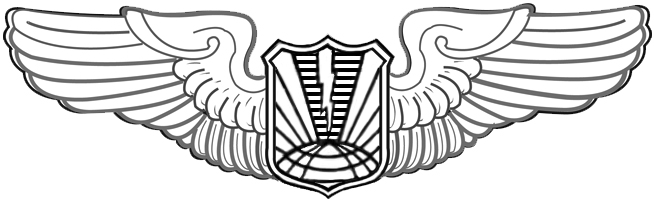
遥控飞行员
領航員
飞行医生
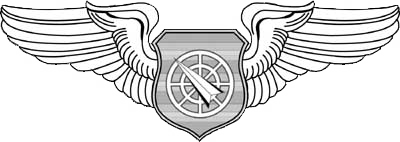
空战指控
宇航员

### 机组人员徽章

空勤徽章-军官
空勤徽章-士兵
飞行護士徽章

## 联合资质徽章
2014年1月17日开始，空军官兵可以佩戴任何在军队获得的资质徽章。

爆炸物处理
装备潜水
伞兵
自由伞降

## 职业徽章
职业徽章授予非飞行工作领域的官兵佩戴，第一型职业徽章是1950年左右开始的，在此之前只有飞行徽章。

### 作战领域徽章

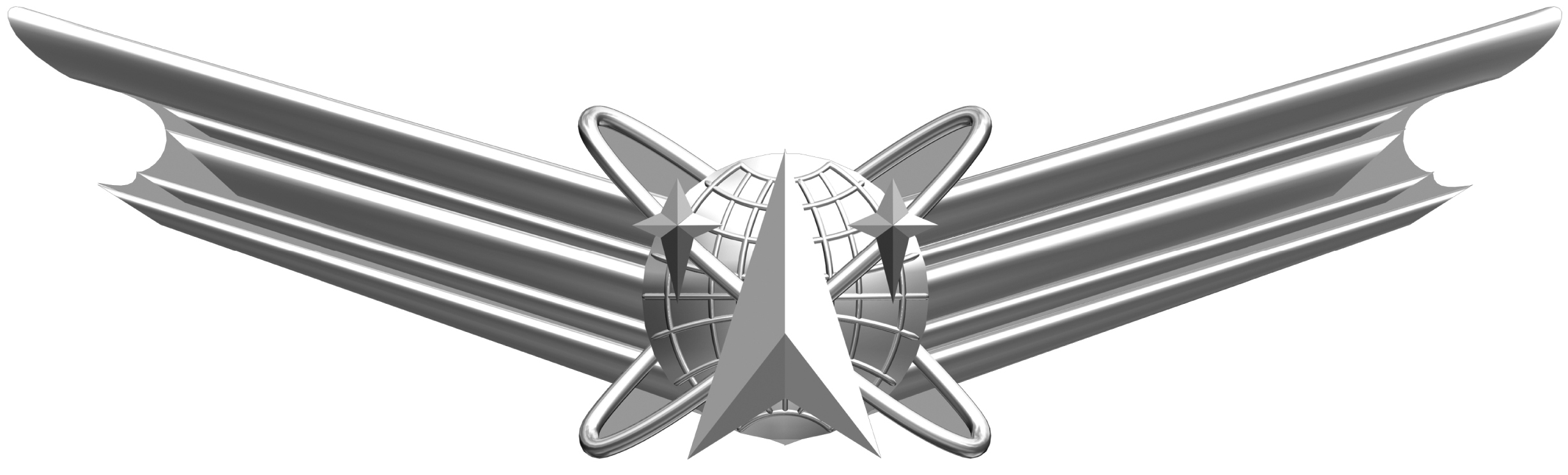
空间徽章（与飞行徽章同等排序）
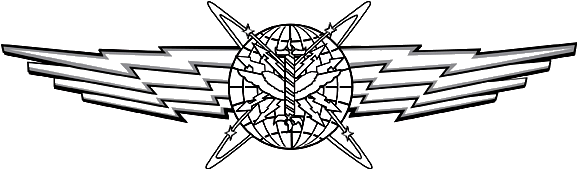
赛博徽章（与飞行徽章同等排序）
作战支援徽章
指控徽章
武器引导徽章
空管徽章
导弹徽章
情报徽章
气象徽章

### 贝雷帽帽徽
空军特定特种部队官兵佩戴的帽徽。

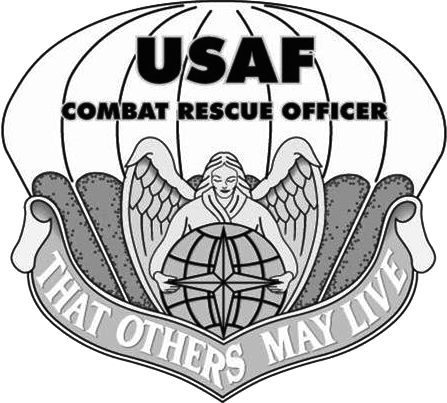
战斗救援军官帽徽
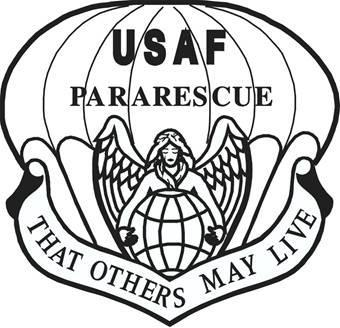
伞降救援队帽徽
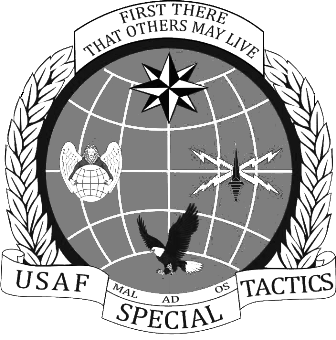
特种战术军官帽徽
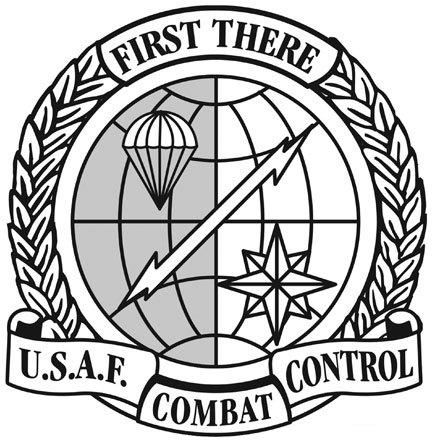
特种战斗控制组帽徽
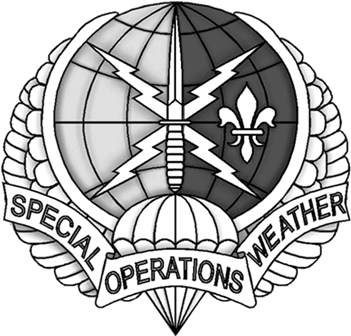
特种气象控制组帽徽
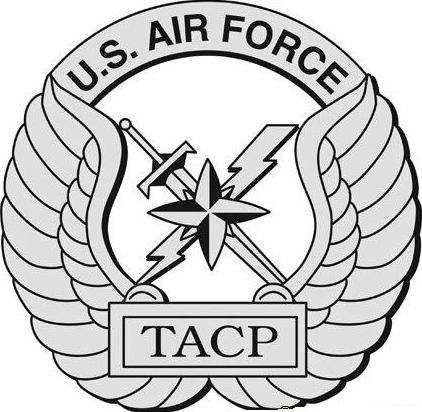
特种战术引导组帽徽
特种战术联络军官帽徽
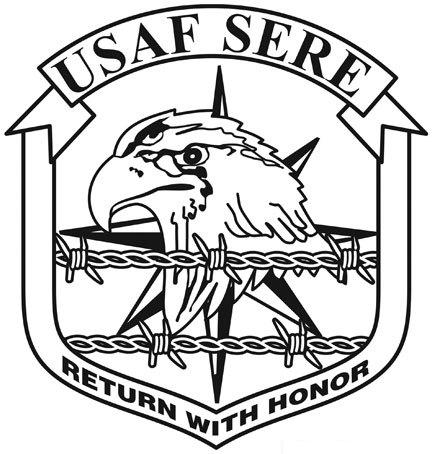
空军逃生训练帽徽

### 地勤领域徽章

维护和军火徽章
导弹维护徽章
后勤战备徽章
供给燃料徽章
运输徽章
后勤计划徽章

### 支援领域徽章

行政徽章
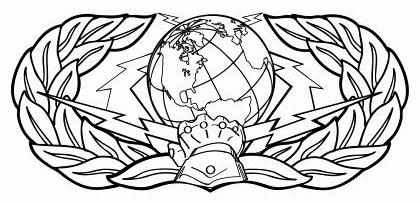
网络支援徽章（士兵）
军乐队徽章
公众事务徽章
历史徽章
人事徽章
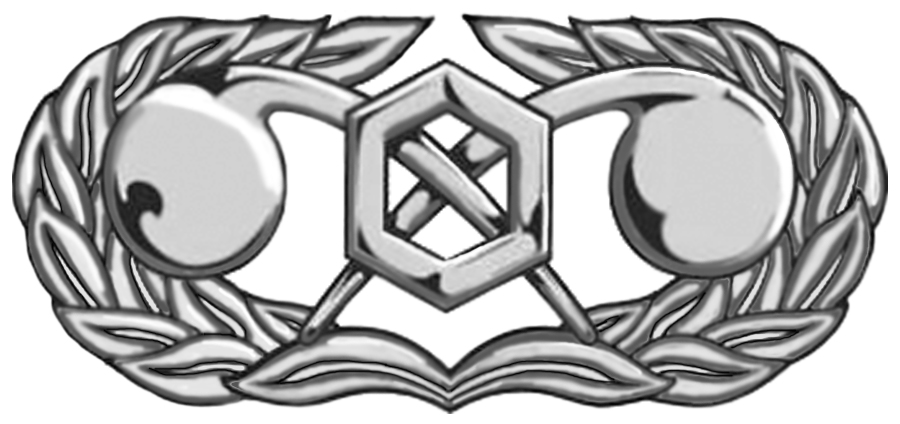
紧急管理徽章
工程徽章
服役徽章（士兵）
部队支援徽章（军官 ）

### 特殊侦查领域

反渗透&保安部隊徽章

### 特业工作领域

军法徽章
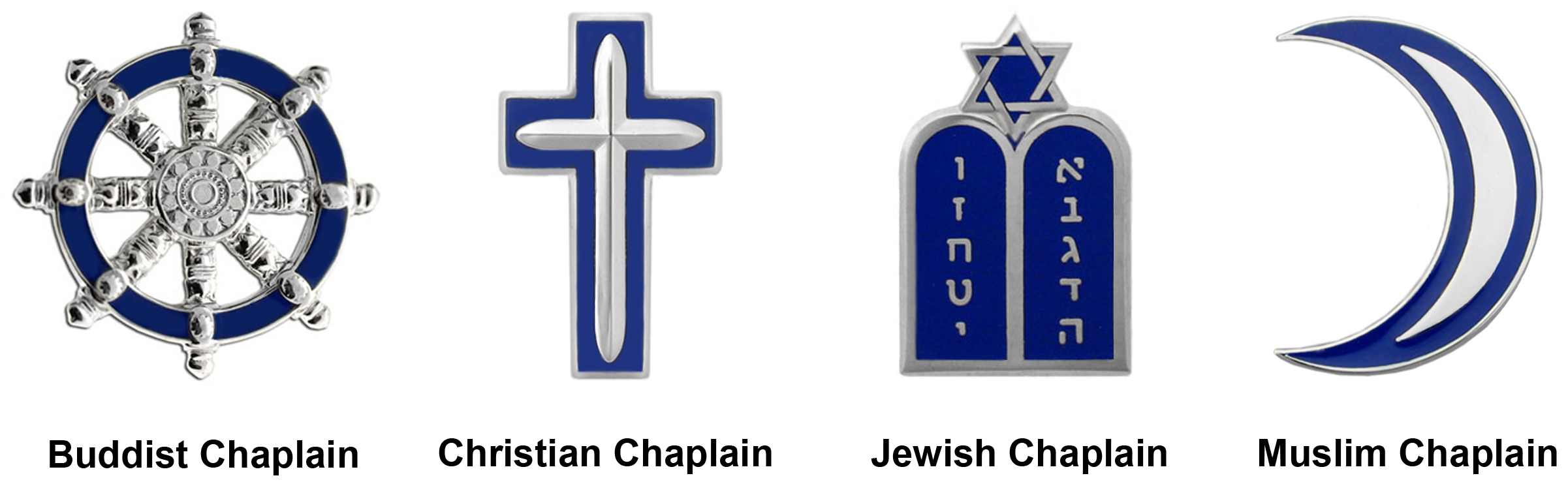
牧师徽章
军法律师徽章
牧师服役徽章（士兵）

### 采办工作领域

采办和财务管理徽章

### 医务领域

军医徽章
军医徽章（士兵）
生物医学徽章
护士徽章
牙医徽章
军医服务徽章

## 勤务识别章

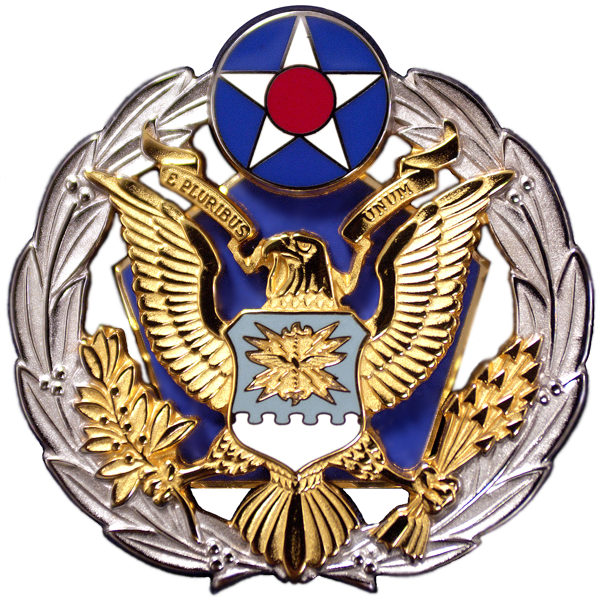
空军总部勤务识别章
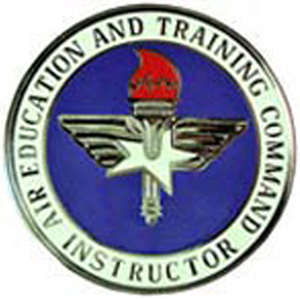
空军教育及训练司令部训练员识别章
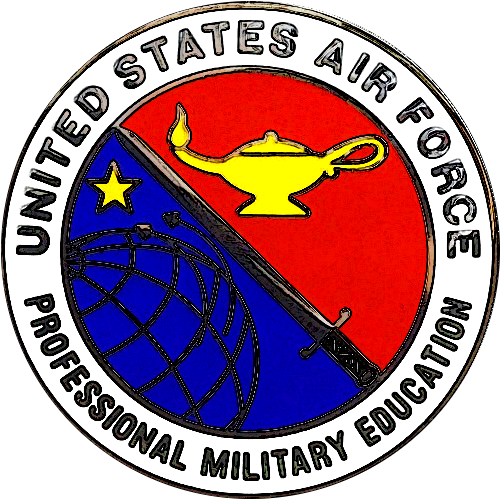
空军专业军事教育训练员识别章
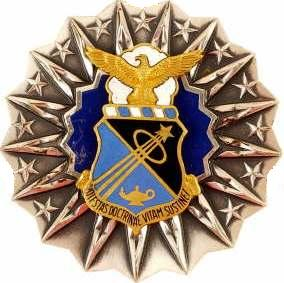
美国空军学院终身教授识别章
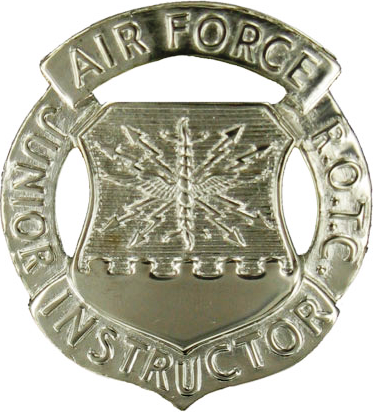
空军初级预备役军官训练团训练员识别章
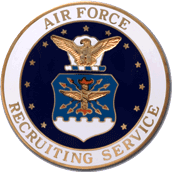
空军招募服务识别章
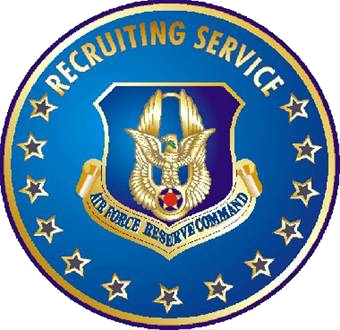
空军后备司令部招募服务识别章
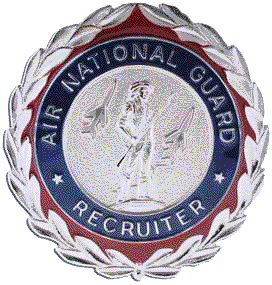
空军国民警卫队招募服务识别章
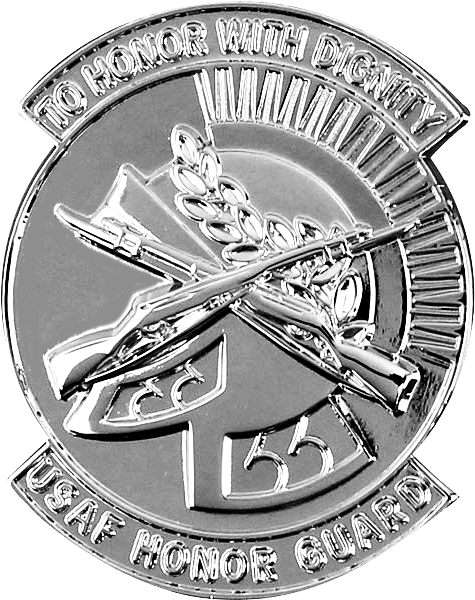
美国空军荣耀卫兵勤务识别章
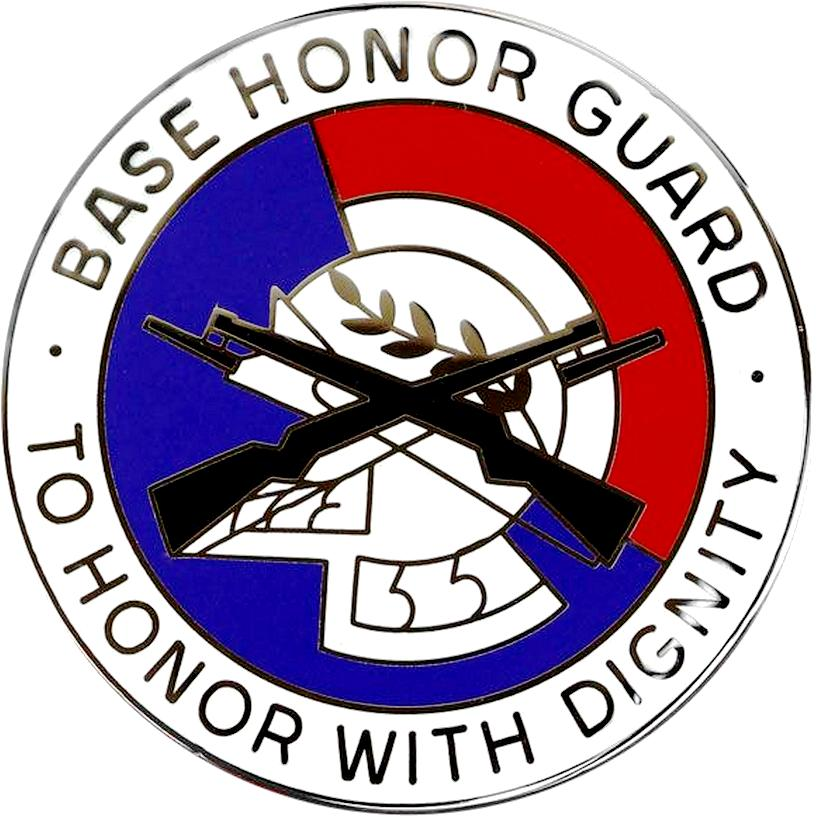
空军基地荣耀卫兵勤务识别章
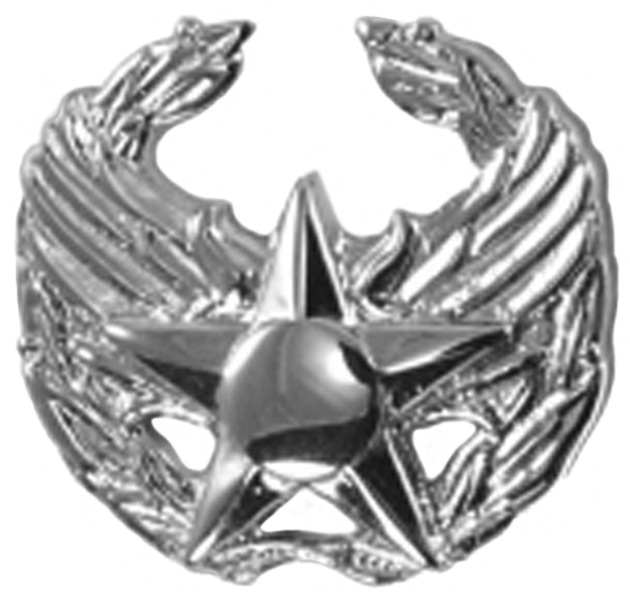
空军指挥官勤务章
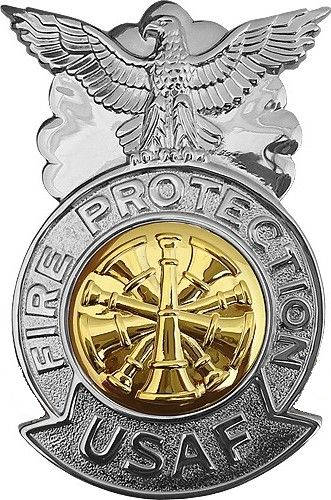
空军消防识别章
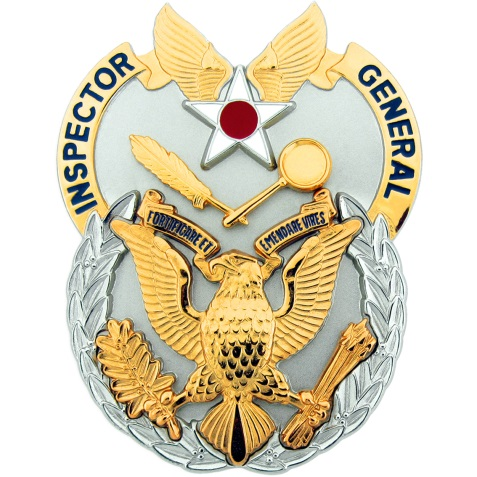
空军监察长勤务识别章
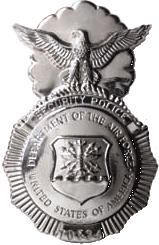
空军保安部队勤务识别章
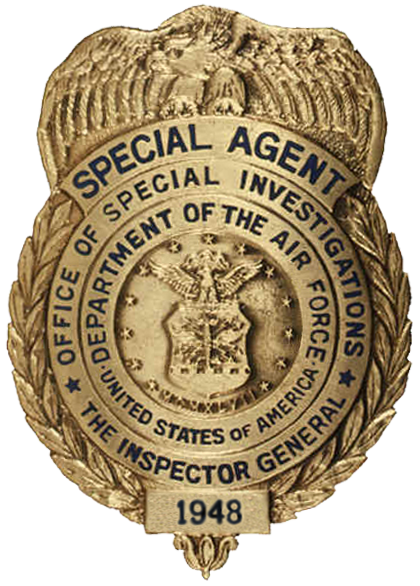
空军特别调查办公室探员识别章